# Hannoverscher Sportverein von 1896 1976-1977
Questa voce raccoglie le informazioni riguardanti l'Hannoverscher Sportverein von 1896 nelle competizioni ufficiali della stagione 1976-1977.

## Stagione
Nella stagione 1976-1977 l'Hannover, allenato da Hannes Baldauf e Fiffi Kronsbein, concluse il campionato di 2. Bundesliga al 5º posto. In Coppa di Germania l'Hannover fu eliminato al primo turno dal Duisburg.

## Rosa
| N. |                     | Ruolo | Calciatore              |
| -- | ------------------- | ----- | ----------------------- |
|    | Germania (bandiera) | P     | Reinhard Dittel         |
|    | Germania (bandiera) | P     | Franz-Josef Pauly       |
|    | Germania (bandiera) | D     | Peter Anders            |
|    | Germania (bandiera) | D     | Peter Bengsch           |
|    | Germania (bandiera) | D     | Hans-Herbert Blumenthal |
|    | Germania (bandiera) | D     | Horst Kinkeldey         |
|    | Germania (bandiera) | D     | Rainer Stiller          |
|    | Germania (bandiera) | D     | Bernd Vesely            |
|    | Germania (bandiera) | C     | Hans-Georg Kulik        |
|    | Germania (bandiera) | C     | Wolfgang Lüttges        |

| N. |                      | Ruolo | Calciatore       |
| -- | -------------------- | ----- | ---------------- |
|    | Germania (bandiera)  | C     | Frank Pagelsdorf |
|    | Germania (bandiera)  | C     | Herbert Poesger  |
|    | Germania (bandiera)  | C     | Jürgen Weber     |
|    | Germania (bandiera)  | C     | Günter Wesche    |
|    | Germania (bandiera)  | A     | Holger Busse     |
|    | Danimarca (bandiera) | A     | Peter Dahl       |
|    | Germania (bandiera)  | A     | Jürgen Milewski  |
|    | Germania (bandiera)  | A     | Bernd Wehmeyer   |
|    | Germania (bandiera)  | A     | Klaus Wunder     |

## Organigramma societario
Area tecnica
- Allenatore: Fiffi Kronsbein
- Allenatore in seconda:
- Preparatore dei portieri:
- Preparatori atletici:

## Calciomercato

### Sessione estiva
| Acquisti | Acquisti       | Acquisti          | Acquisti |
| R.       | Nome           | da                | Modalità |
| -------- | -------------- | ----------------- | -------- |
| A        | Bernd Wehmeyer | Arminia Bielefeld |          |

| Cessioni | Cessioni         | Cessioni          | Cessioni |
| R.       | Nome             | a                 | Modalità |
| -------- | ---------------- | ----------------- | -------- |
| A        | Roland Stegmayer | Saarbrücken       |          |
| A        | Bernd Krumbein   | Wolfsburg         |          |
| D        | Georg Damjanoff  | Bayreuth          |          |
| A        | Peter Hayduk     | Saarbrücken       |          |
| D        | Karlheinz Höfer  | Union Solingen    |          |
| C        | Wolfgang Lex     | Schwenningen      |          |
| C        | Herbert Meyer    | Borussia Dortmund |          |

### Sessione invernale
| Acquisti | Acquisti | Acquisti | Acquisti |
| R.       | Nome     | da       | Modalità |
| -------- | -------- | -------- | -------- |

| Cessioni | Cessioni  | Cessioni | Cessioni |
| R.       | Nome      | a        | Modalità |
| -------- | --------- | -------- | -------- |
| C        | Paul Holz | Bochum   |          |

## Risultati

### 2. Bundesliga

#### Girone di andata
| Arbitro: | Risse |

|             |           |  |
| Plücken 75’ | Marcatori |  |

| Arbitro: | Kopka |

|                                                 |           |                                |
| Wunder 13’, 74’, 80’ Blumenthal 30’ Lüttges 43’ | Marcatori | 45’ (rig.) Lindner 81’ Leumann |

| Arbitro: | Fork |

|                      |           |               |
| Budde 9’ Pröpper 78’ | Marcatori | 54’ Stegmayer |

| Arbitro: | Leyding |

|                      |           |  |
| Holz 16’ Lüttges 62’ | Marcatori |  |

| Arbitro: | Reichmann |

|              |           |  |
| Hoffmann 38’ | Marcatori |  |

| Arbitro: | Niemann |

|                                             |           |               |
| Milewski 56’, 86’ Stegmayer 60’ (rig.), 67’ | Marcatori | 90’ Wulftange |

| Arbitro: | Assenmacher |

|            |           |              |
| Zimmer 85’ | Marcatori | 69’ Milewski |

| Arbitro: | Horeis |

|                                                         |           |            |
| Wunder 2’ Stegmayer 35’ (rig.), 58’ (rig.) Milewski 78’ | Marcatori | 33’ Breuer |

| Arbitro: | Hennig |

|                       |           |                           |
| Erhart 12’ Lienen 65’ | Marcatori | 24’ Wunder 45’ Pagelsdorf |

| Arbitro: | Eggert |

|                                          |           |  |
| Wunder 45’ Milewski 50’, 72’ Stiller 85’ | Marcatori |  |

| Arbitro: | Milkert |

|                          |           |                           |
| Hermann 21’ Schonert 35’ | Marcatori | 58’ Pagelsdorf 84’ Vesely |

| Hannover 23 ottobre 1976 12ª giornata | Hannover 96 | 0 – 0 referto | Fortuna Colonia | Niedersachsenstadion (9 800 spett.)\| Arbitro: \| Waltert \| |
| Arbitro:                              | Waltert     |               |                 |                                                              |

| Arbitro: | Ahlenfelder |

|                                   |           |                                            |
| Brücken 6’ Kacmierczak 15’ (rig.) | Marcatori | 4’ Wunder 69’ Anders 70’ (rig.) Pagelsdorf |

| Arbitro: | Glasneck |

|            |           |                 |
| Wunder 56’ | Marcatori | 82’, 90’ Gerber |

| Arbitro: | Burgers |

|               |           |            |
| Wolf 10’, 90’ | Marcatori | 90’ Wunder |

| Arbitro: | Heitmann |

|             |           |  |
| Milewski 8’ | Marcatori |  |

| Arbitro: | Kaiser |

|                |           |            |
| Stiller 5’, 8’ | Marcatori | 86’ Hammes |

| Arbitro: | Sommershoff |

|                         |           |            |
| Hansel 19’ Mattsson 85’ | Marcatori | 32’ Wunder |

| Arbitro: | Halfter |

|              |           |                         |
| Milewski 14’ | Marcatori | 72’ Flüshöh 73’ Pallaks |

#### Girone di ritorno
| Arbitro: | Winkler |

|                                          |           |                     |
| Anders 12’ Wunder 19’, 82’, 83’ Dahl 63’ | Marcatori | 43’ Lenz 87’ Krüger |

| Arbitro: | Leyding |

|                  |           |  |
| Fischer 53’, 61’ | Marcatori |  |

| Hannover 15 gennaio 1977 22ª giornata | Hannover 96 | 0 – 0 referto | Wuppertal | Niedersachsenstadion (6 200 spett.)\| Arbitro: \| Teichert \| |
| Arbitro:                              | Teichert    |               |           |                                                               |

| Arbitro: | Basedow |

|                        |           |          |
| Klinge 8’ Krawczyk 59’ | Marcatori | 30’ Dahl |

| Arbitro: | Glasneck |

|                                                      |           |  |
| Milewski 26’, 68’ Wunder 45’ (rig.), 80’ Lüttges 58’ | Marcatori |  |

| Arbitro: | Zuchantke |

|                                       |           |  |
| Wohlgemuth 35’ Schock 61’ Schäfer 69’ | Marcatori |  |

| Arbitro: | Barnick |

|          |           |              |
| Dahl 61’ | Marcatori | 26’ Reinders |

| Arbitro: | Hilker |

|                                        |           |                  |
| Lüttges 36’ (aut.) Mertes 82’ Kehr 86’ | Marcatori | 5’, 78’ Milewski |

| Arbitro: | Gabor |

|                                     |           |                |
| Milewski 17’, 35’, 82’ Wehmeyer 58’ | Marcatori | 24’ Eilenfeldt |

| Arbitro: | Heitmann |

|  |           |            |
|  | Marcatori | 25’ Wunder |

| Arbitro: | Niemann |

|                                                                 |           |              |
| Lüttges 24’ Pagelsdorf 40’ Dahl 50’, 79’ Wunder 58’, 63’ (rig.) | Marcatori | 86’ Schonert |

| Arbitro: | Uhlig |

|  |           |                      |
|  | Marcatori | 42’ Kulik 65’ Wunder |

| Arbitro: | Retzmann |

|                      |           |          |
| Lüttges 70’ Dahl 87’ | Marcatori | 64’ Abel |

| Arbitro: | Jensen |

|                          |           |  |
| Mannebach 10’ Gerber 57’ | Marcatori |  |

| Arbitro: | Brückner |

|  |           |              |
|  | Marcatori | 29’ Krekeler |

| Arbitro: | Ahlenfelder |

|         |           |                     |
| Reh 28’ | Marcatori | 64’ Wunder 85’ Dahl |

| Arbitro: | Zuchantke |

|                      |           |                         |
| Babington 52’ (rig.) | Marcatori | 18’ Wunder 33’ Wehmeyer |

| Arbitro: | Kohnen |

|                                         |           |          |
| Pagelsdorf 9’ Milewski 45’ Wehmeyer 50’ | Marcatori | 17’ Lurz |

| Arbitro: | Wuttke |

|                     |           |                         |
| Knüwe 18’ Laube 86’ | Marcatori | 2’ Milewski 59’ Stiller |

### Coppa di Germania
| Arbitro: | Gabor |

|  |           |             |
|  | Marcatori | 78’ Bregman |

## Statistiche

### Statistiche di squadra
| Competizione      | Punti | In casa | In casa | In casa | In casa | In casa | In casa | In trasferta | In trasferta | In trasferta | In trasferta | In trasferta | In trasferta | Totale | Totale | Totale | Totale | Totale | Totale | DR  |
| Competizione      | Punti | G       | V       | N       | P       | Gf      | Gs      | G            | V            | N            | P            | Gf           | Gs           | G      | V      | N      | P      | Gf     | Gs     | DR  |
| ----------------- | ----- | ------- | ------- | ------- | ------- | ------- | ------- | ------------ | ------------ | ------------ | ------------ | ------------ | ------------ | ------ | ------ | ------ | ------ | ------ | ------ | --- |
| 2. Bundesliga     | 43    | 19      | 13      | 3       | 3       | 50      | 17      | 19           | 5            | 4            | 10           | 23           | 31           | 38     | 18     | 7      | 13     | 73     | 48     | +25 |
| Coppa di Germania | -     | 1       | 0       | 0       | 1       | 0       | 1       | 0            | 0            | 0            | 0            | 0            | 0            | 1      | 0      | 0      | 1      | 0      | 1      | -1  |
| Totale            | 43    | 20      | 13      | 3       | 4       | 50      | 18      | 19           | 5            | 4            | 10           | 23           | 31           | 39     | 18     | 7      | 14     | 73     | 49     | +24 |

### Andamento in campionato
| Giornata  | 1  | 2 | 3  | 4 | 5  | 6  | 7  | 8 | 9 | 10 | 11 | 12 | 13 | 14 | 15 | 16 | 17 | 18 | 19 | 20 | 21 | 22 | 23 | 24 | 25 | 26 | 27 | 28 | 29 | 30 | 31 | 32 | 33 | 34 | 35 | 36 | 37 | 38 |
| --------- | -- | - | -- | - | -- | -- | -- | - | - | -- | -- | -- | -- | -- | -- | -- | -- | -- | -- | -- | -- | -- | -- | -- | -- | -- | -- | -- | -- | -- | -- | -- | -- | -- | -- | -- | -- | -- |
| Luogo     | T  | C | T  | C | T  | C  | T  | C | T | C  | T  | C  | T  | C  | T  | C  | C  | T  | C  | C  | T  | C  | T  | C  | T  | C  | T  | C  | T  | C  | T  | C  | T  | C  | T  | T  | C  | T  |
| Risultato | P  | V | P  | V | P  | V  | N  | V | N | V  | N  | N  | V  | P  | P  | V  | V  | P  | P  | V  | P  | N  | P  | V  | P  | N  | P  | V  | V  | V  | V  | V  | P  | P  | V  | V  | V  | N  |
| Posizione | 16 | 7 | 14 | 9 | 13 | 10 | 10 | 9 | 8 | 4  | 5  | 7  | 5  | 8  | 9  | 7  | 6  | 8  | 10 | 8  | 9  | 10 | 11 | 9  | 10 | 10 | 12 | 11 | 9  | 8  | 6  | 6  | 7  | 9  | 9  | 7  | 5  | 5  |

Legenda:

Luogo: C = Casa; T = Trasferta. Risultato: V = Vittoria; N = Pareggio; P = Sconfitta.

### Statistiche dei giocatori
| Giocatore     | 2. Bundesliga | 2. Bundesliga | 2. Bundesliga | 2. Bundesliga | Coppa di Germania | Coppa di Germania | Coppa di Germania | Coppa di Germania | Totale   | Totale | Totale      | Totale     |
| Giocatore     | Presenze      | Reti          | Ammonizioni   | Espulsioni    | Presenze          | Reti              | Ammonizioni       | Espulsioni        | Presenze | Reti   | Ammonizioni | Espulsioni |
| ------------- | ------------- | ------------- | ------------- | ------------- | ----------------- | ----------------- | ----------------- | ----------------- | -------- | ------ | ----------- | ---------- |
| P. Anders     | 38            | 2             | 3             | 0             | 1                 | 0                 | 0                 | 0                 | 39       | 2      | 3           | 0          |
| P. Bengsch    | 7             | 0             | 1             | 0             | 0                 | 0                 | 0                 | 0                 | 7        | 0      | 1           | 0          |
| H. Blumenthal | 29            | 1             | 0             | 0             | 1                 | 0                 | 0                 | 0                 | 30       | 1      | 0           | 0          |
| H. Busse      | 0             | 0             | 0             | 0             | 0                 | 0                 | 0                 | 0                 | 0        | 0      | 0           | 0          |
| P. Dahl       | 21            | 7             | 1             | 0             | 1                 | 0                 | 0                 | 0                 | 22       | 7      | 1           | 0          |
| R. Dittel     | 11            | 0             | 0             | 0             | 0                 | 0                 | 0                 | 0                 | 11       | 0      | 0           | 0          |
| P. Holz       | 12            | 1             | 4             | 0             | 1                 | 0                 | 0                 | 0                 | 13       | 1      | 4           | 0          |
| H. Kinkeldey  | 7             | 0             | 0             | 0             | 0                 | 0                 | 0                 | 0                 | 7        | 0      | 0           | 0          |
| H. Kulik      | 32            | 1             | 0             | 0             | 1                 | 0                 | 0                 | 0                 | 33       | 1      | 0           | 0          |
| W. Lüttges    | 26            | 5             | 2             | 0             | 1                 | 0                 | 0                 | 0                 | 27       | 5      | 2           | 0          |
| J. Milewski   | 29            | 17            | 2             | 0             | 0                 | 0                 | 0                 | 0                 | 29       | 17     | 2           | 0          |
| F. Pagelsdorf | 38            | 5             | 2             | 0             | 1                 | 0                 | 0                 | 0                 | 39       | 5      | 2           | 0          |
| F. Pauly      | 28            | 0             | 0             | 0             | 1                 | 0                 | 0                 | 0                 | 29       | 0      | 0           | 0          |
| H. Poesger    | 3             | 0             | 0             | 0             | 0                 | 0                 | 0                 | 0                 | 3        | 0      | 0           | 0          |
| R. Stegmayer  | 11            | 5             | 0             | 1             | 1                 | 0                 | 1                 | 0                 | 12       | 5      | 1           | 1          |
| R. Stiller    | 36            | 4             | 3             | 0             | 1                 | 0                 | 0                 | 0                 | 37       | 4      | 3           | 0          |
| B. Vesely     | 11            | 1             | 0             | 0             | 1                 | 0                 | 0                 | 0                 | 12       | 1      | 0           | 0          |
| J. Weber      | 19            | 0             | 4             | 0             | 0                 | 0                 | 0                 | 0                 | 19       | 0      | 4           | 0          |
| B. Wehmeyer   | 34            | 3             | 3             | 0             | 1                 | 0                 | 0                 | 0                 | 35       | 3      | 3           | 0          |
| G. Wesche     | 29            | 0             | 0             | 0             | 1                 | 0                 | 0                 | 0                 | 30       | 0      | 0           | 0          |
| K. Wunder     | 37            | 21            | 1             | 0             | 0                 | 0                 | 0                 | 0                 | 37       | 21     | 1           | 0          |